# بخش چیپیوا (شهرستان وین، اوهایو)
بخش چیپیوا (به انگلیسی: Chippewa Township) یک منطقهٔ مسکونی در ایالات متحده آمریکا است که در شهرستان وین، اوهایو واقع شده‌است.
 بخش چیپیوا ۹۳٫۴ کیلومتر مربع مساحت و ۷٬۰۷۸ نفر جمعیت دارد و ۳۶۶ متر بالاتر از سطح دریا واقع شده‌است.